# 114 км (зупинний пункт)
114 кіломе́тр — пасажирська зупинна залізнична платформа Дніпровської дирекції Придніпровської залізниці на лінії Верхівцеве — П'ятихатки за 3 кілометра на захід від станції Верхівцеве.
Виникла до початку 1940-х років, мала назву Пост «А».
Розташована в місті Верхівцеве Верхньодніпровського району Дніпропетровської області. Поруч із платформою — відокремлений підрозділ Придніпровської залізниці — Рейкозварювальний потяг № 39.
На платформі зупиняються приміські електропоїзди сполучення Дніпро-Головний — П'ятихатки.